# 浪漫時鐘
《浪漫時鐘》（日语：ロマンチカクロック）是日本漫畫家槙陽子創作的日本漫畫作品。於集英社《Ribon》上连载。單行本全10卷。2013年12月宣布动画化，共有三集PV，放送日期为2014年2月4日、2月18日和2月25日。

## 故事簡介
美麗又受歡迎，和活潑可愛元氣滿滿的杏花音，滿腦聰明又喜歡小動物帥氣的蒼，這兩個人居然是一對雙胞胎兄妹……又是因為什麼原因，才使兩人之間停止的時間又再次流動起來？

## 登場角色
加治屋杏花音
主角之一。6月1日生，雙子座。初登場時14歲。
加治屋家的長女，蒼的雙胞胎妹妹，一花的姊姊。性格開朗活潑有朝氣，稍微自戀且有嚴重天然呆卻不自覺。處於健康成長的14歲元氣美少女，很受學校同學歡迎，且為柔道部的王牌。雖然運動神經發達，但在學習上完全不行，並不是腦子太差，而是不夠專注且缺乏興趣與自信，以及會在「3*2=6後覺得不夠便加上2」的情況下使學習更加困難。由於從小就被拿來和優秀的雙胞胎哥哥做比較，心裡一直存在不甘，已超越蒼為目標而不斷努力著。後升上三年級，開始準備高中考試，決定和蒼、香玲一起考綠清高中，三人常相伴念書。對於情感很遲鈍，但心思細膩且會為他人著想，曾為朋友們的戀愛而苦惱，但最後大家都以各自的希望化解，也使杏花音更成熟了一些。曾向步睦發誓自己將踏入紅塵，使自己的戀愛覺醒，而在26話中順利靈驗，和慎開始交往並接吻。喜歡慎做甜點時帥氣的樣子，喜歡他做的甜點到能從很遠的地方就聞到慎做的甜點味道。與香鈴是無話不說的好閨蜜，之後也與辻莉、幼菜、步睦、小晴成為很要好的朋友。曾經認為喜歡過聰明的辻莉，但其實對慎才是真正的初戀。於26話開始出現暈眩、昏厥、瘀青、流鼻血的情形，因不想讓大家擔心隱瞞眾人許久，初次到醫院檢查認定為考試壓力所造成，但考試結束後昏厥在蒼的懷裡，送醫後發現是血液方面的疾病。隨後在與慎的約定和蒼的勸說下，決定移植蒼的骨隨，最後痊癒。最後一話已是高一第二學期間，杏花音終於得以上學，與蒼在綠清高中校門口開心合照。
加治屋蒼
主角之一。6月1日生，雙子座。初登場時14歲。
加治屋家的長男，杏花音的雙胞胎哥哥，一花的大哥。性格淡漠、冷靜，常擔心杏花音或受不了她的天然呆。左撇子，有著迷倒眾女生的外貌，在各方面都天賦異稟，常常第一次做就完美，非常親近小動物。表面上和杏花音常常一言不合，但其實非常關心杏花音的事情，對她非常了解。學期成績從二年級復學後就維持在第一，就算上了高中也依然沒變。一直將小時候與杏花音的約定記在心裡，因此為代替杏花音照顧動物而努力學習著，志向是獸醫，是在主角群中第一個想要上綠清高中的人。相信著自己與杏花音之間的羈絆是無法分割的血親，香鈴也說對蒼來說杏花音是比任何人都重要的存在。喜歡香鈴，但表現的不明顯，頂多就是期待她送的巧克力和會稍微吃醋，第23回順利和香鈴在一起。於26話杏花音昏倒後開始出現所謂「蒼媽咪」模式(用口氣不太好的方式關心杏花音的身體狀況，杏花音認為太超過又雞婆，因此被杏花音取名)，很擔心杏花音的健康，有事前猜出了一點端倪，但在杏花音坦白的時候還是略為驚訝。考試結束後杏花音昏倒在蒼的懷裡，送醫後被醫生告知杏花音血液方面的疾病可以用骨髓移殖治好，直接拜託醫生配對其FLA型且必定要治好杏花音。在杏花音住院期間通知慎杏花音的狀況，並告訴慎「我會救杏花音的所以請你一定要給她幸福」，使慎也十分感動。第39回順利與香鈴、杏花音一同考上綠清，後將骨髓移殖給杏花音，使杏花音痊癒。最後一話變的更加帥氣，功課仍維持在學年第一，是女生們憧憬的對象，和香鈴的關係變得更好，也依舊十分關心杏花音的健康狀況，最後與杏花音在綠清校門口開心合照。
香鈴
蒼和杏花音的青梅竹馬。初登場時14歲。
從小就喜歡著蒼的女孩。看似淡漠，但實際上很勇敢追求自己愛情。外表不能說很美，但也是個漂亮又可愛的女生。性格溫柔又有主見，善解人意，很會打籃球。是杏花音無話不談的好閨蜜，杏花音曾稱讚她「很可愛、又溫柔、聲音很好聽、腿很長、身材好、字寫得好看、吃飯的樣子也美」，且最重要的是「就算杏花音再怎麼傻再怎麼無理取鬧，香鈴都還是陪伴在她身邊」。與杏花音和蒼的感情很好，也很了解兩人的相處模式和感情。後與幼菜等人成了要好的朋友。是杏花音的撒嬌對象，尤其是她想要吃東西的時候。二年級是杏花音的同班同學，三年級以成績分組後就分班了，但感情依舊很要好。在被步睦喜歡著的時候顯得不知所措，又因為蒼對她感情的不表態顯得有些動搖，但即使知道步睦是個好對象，也還是能確定自己能一直喜歡蒼。於23話順利與蒼開始交往，並對蒼周圍的「一級保護動物(杏花音)」表示完全沒有問題。一直很照顧杏花音，在理解蒼之後也能一直喜歡著他。曾經不了解為何蒼如此關心杏花音(在杏花音昏倒後)，不清楚杏花音的身體狀況，後發現杏花音在廁所裡奇怪的反應、不好的臉色和發燙身體才理解蒼的擔心。知道杏花音身體狀態不佳後顯得有些沮喪，認為這明明是自己應該要注意到的事情，從此和蒼一起更加關心杏花音的健康，在對杏花音和蒼之間的感情也終於取得平衡。認為自己幸福的定義是「永遠陪在蒼和杏花音的身邊」。考試結束時目睹杏花音昏倒，得知杏花音住院後一方面很擔心杏花音，一方面也擔心蒼的情緒。後與雙胞胎一同考上綠清高中，在升上高中後也一直等待著杏花音的歸來。得知杏花音能來上課後顯得很開心，在杏花音第一天上課的日子特別到校門口迎接她。
桐谷慎
家裡開甜點店的少年。初登場時15歲。
在自家甜點店幫忙，非常擅長也喜歡製作甜點。是杏花音等人同一國中的學長，大他們一歲，但因為外表可愛、身材矮小而看不出來。個性溫柔善良，尤其對杏花音更是百般寵愛。初見面時看見杏花音吃完自己做的甜點後露出的笑容便無法克制的喜歡上她，但覺得杏花音對他一點感覺都沒有，不過後來理解到自己只是單純的很喜歡杏花音在吃甜點時的笑容。有兩個哥哥，帥的程度被幼菜和香鈴評價為「對心臟來說像毒藥」、「從哥哥們看見了慎的未來」。為了糕點師的目標而努力著，高中是一所離家裡很遠的糕點師學校，並帶著杏花音的祝福與鼓勵畢業。後在杏花音升上三年級的暑假回家(第23話最後)，為參加高中生甜點大賽和來見杏花音，並明確表達自己喜歡杏花音的心意。於26話主動吻了杏花音並開始交往。30話提及傳言說「雖然在遠距離戀愛，但對女友一心一意」，且同學望月猜測對象應該是個「年紀稍大的白富美」，但慎只是微笑著想到「其實是個年小的傻傻可愛的女孩子」。31話在同學梶原向他告白前拒絕了她，且在對方說想要保持著喜歡後明確說了「不行」和「女朋友她很任性的」。31話末和杏花音約好聖誕節會回去看她。把杏花音視為自己的公主，而自己則是糕點師，負責做糕點讓公主開心。於38話從蒼那裡得知杏花音住院及骨髓移殖的事情，做了翻糖蛋糕趕去醫院，和杏花音約好她的結婚蛋糕由他來做，所以在那之前要她一直健健康康地陪在他身邊，與杏花音以吻立誓。與其約定間接促使杏花音接受蒼的骨髓移殖。最終話如願長高也變得更加帥氣，並為杏花音的高中入學做了她可以吃的甜點慶祝。
辻莉正
蒼的同班同學，杏花音曾經傾慕的對象，但似乎稱不上是初戀。
特進班的一員，成績非常優異，在蒼復學前一直保持在學年第一的位置，但在蒼復學後只得退居第二，但也保持良好。以「不喜歡笨蛋女」為由拒絕了杏花音的告白，被杏花音以為是一起讀書的邀請。在第一次淪為第二名時受到了不小的打擊，被杏花音訓斥了一番後反而敬佩起杏花音，認為她能有一個如此優秀的哥哥還能這般不服輸非常了不起。後與杏花音等人開始變成朋友。和幼菜有過一段曖昧期，後在幼菜無意間告白後也向她表白，並表示「對戀愛沒興趣，但對妳有興趣」後開始交往，從此便開始甜甜蜜蜜，不過大部分辻莉都還是面無表情。自杏花音、香玲、幼菜變成女生三人組後，也和蒼變成了有些奇怪的男生組合，有時會一起念書。在杏花音住院時和其他人一起等候她的歸來。最終話自己到了和其他人不同的學校念書，在學校依舊沒有交朋友的習慣，而和幼菜的關係還是一如往常的很好，也贊同幼菜所說杏花音等人是一群很特別的朋友。
篠原幼菜
蒼的同班同學。6月17日生，雙子座，O型。初登場時14歲。
家境富裕、容貌姣好、功課在特進班中排名中間的少女。有些自負，但其實是單純可愛的女孩子。因為是獨生女，所以以能夠入贅作為標準選擇男朋友，認為蒼很帥氣而追求他，但在被蒼毫不留情面的說出「放心，我一輩也不會喜歡上筱原同學」的拒絕後被辻莉鼓舞，因此對他產生愛慕之心。一開始因為太過在意辻莉而成績下滑，但向辻莉表明自己並不軟弱，自己的事情會好好負責，不再以辻莉為由使成績退步後，在辻莉的邀請下一起學習。兩人曖昧的一起學習了一段時間後，在幼菜的告白和辻莉的答覆下開始交往。後與杏花音等人變成了好友，和香鈴的關係也從情敵變成要好的閨蜜，時常拜訪香鈴家或打電話和她聊天。同學們的基本資料、發生了什麼事都是第一個知道的(例如知道步睦家裡電話和地址、慎回來看杏花音及兩人開始交往的事)，被稱作「無所不知無所不曉的幼菜」。在得知杏花音的身體狀況不佳時顯得不大高興，認為杏花音可以多依賴他們，不需要一個人承擔。在杏花音住院期間很擔心她，但在小晴的鼓舞下振作了起來。最終話到了大學可以留學的高中，因為說話太直都交不到朋友，因此認為杏花音她們是一群特別又珍貴的朋友。和辻莉的感情還是很好，並說好下此再一起找杏花音她們一起出來玩。
松浦步睦
升上三年級時特進班的轉學生。初登場於12話末。
初登場時杏花音以為他是黑魔法師。外表帥氣，在校同樣很受女生歡迎，個性比較內斂，但仍會表達自我意見即會體貼他人。並不是個聰明的孩子，但因為很認真念書所以功課很好。之後和蒼下了期中考的戰帖，不僅被蒼以滿分完敗，連辻莉都沒考過，只得了第三名，因此消沉在家中近一週沒有來校。後杏花音和蒼到他家中欲說服他返校，卻反被早已和幼菜串通好的步睦引誘到生日慶祝的場地，這才使大家對他改觀，並成為了朋友。返校後被杏花音冷落甚至出現了鬧彆扭的情況，意外與香鈴結緣，便喜歡上她。在得知香玲喜歡蒼後仍然沒有放棄追求，但在得知蒼也對香鈴抱持好感後，於22話以「反正都是被拒絕的命，還是讓她覺得自己被個好男人喜歡上」為由，對香玲告白，並鼓勵她勇敢對蒼說出自己的想法。從23話與小晴交流過後便漸漸和香鈴變回朋友，並與小晴越走越近，會借她適合她讀的教科書、和她一起吃午餐、且願意陪她一起去校園參觀。是杏花音的best friend，對杏花音很溫柔並很照顧她，對蒼像是好友也像是勁敵。在杏花音住院時一直等待著她的歸來。於最終話在路上與小晴重逢，為了容易碰到小晴特意考了與她學校相近的適合自己成績讀的學校，並對她告白。小晴同樣回以撲抱和告白，兩人心意相通並相擁。
前田小晴
杏花音升上三年級後的同班同學。初登場於17話。
性格怕生又有點天然呆，是個腳踏實地的乖孩子。由於成績較差，所以在一開始經常讓蒼教導功課，也因此喜歡上了蒼。但後來漸漸喜歡上了『雖然嚴厲，但很溫柔』的步睦。雖然後來和步睦上了不同的高中，但在最終話和特地來找自己的步睦心意相通。

## 出版漫畫
| 集數 | 集英社         | 集英社                 | 尖端出版       | 尖端出版               | 天下出版      | 天下出版               |
| 集數 | 發售日期       | ISBN                   | 發售日期       | EAN/ISBN               | 發售日期      | ISBN                   |
| ---- | -------------- | ---------------------- | -------------- | ---------------------- | ------------- | ---------------------- |
| 1    | 2013年1月15日  | ISBN 978-4-08-867248-9 | 2014年2月7日   | EAN 471-7702-25703-3   | 2014年7月     | ISBN 978-988-8214-92-1 |
| 2    | 2013年5月15日  | ISBN 978-4-08-867272-4 | 2014年6月6日   | EAN 471-7702-26082-8   | 2014年7月     | ISBN 978-988-8214-93-8 |
| 3    | 2013年9月13日  | ISBN 978-4-08-867292-2 | 2014年8月11日  | EAN 471-7702-26083-5   | 2015年2月     | ISBN 978-988-8215-48-5 |
| 4    | 2014年2月14日  | ISBN 978-4-08-867308-0 | 2015年2月12日  | EAN 471-7702-26416-1   | 2015年9月     | ISBN 978-988-8215-86-7 |
| 5    | 2014年5月15日  | ISBN 978-4-08-867322-6 | 2015年3月27日  | EAN 471-7702-26560-1   | 2016年1月8日  | ISBN 978-988-8216-10-9 |
| 6    | 2014年9月12日  | ISBN 978-4-08-867338-7 | 2015年10月20日 | ISBN 978-957-106-205-1 | 2016年3月11日 |                        |
| 7    | 2015年1月15日  | ISBN 978-4-08-867354-7 | 2016年2月5日   | ISBN 978-957-106-384-3 |               |                        |
| 8    | 2015年6月25日  | ISBN 978-4-08-867374-5 | 2016年8月15日  | ISBN 978-957-106-809-1 |               |                        |
| 9    | 2015年11月25日 | ISBN 978-4-08-867395-0 | 2016年10月17日 | ISBN 978-957-106-951-7 |               |                        |
| 10   | 2016年6月24日  | ISBN 978-4-08-867418-6 | 2017年2月6日   | ISBN 978-957-107-199-2 |               |                        |